# Sowetski (Adygeja)
Sowetski (russisch Советский) ist ein Dorf (chutor) in Südrussland. Es gehört zur Republik Adygeja und hat 511 Einwohner (Stand 2019). Im Ort gibt es 5 Straßen. Sowetski liegt 21 Straßenkilometer nördlich von Tulski (dem Verwaltungszentrum des Bezirks). Sewerny ist der nächstgelegene ländliche Ort.